# 上青乡
上青乡是中国福建省三明市泰宁县下辖的一个乡。

## 行政区划
上青乡下辖以下地区：
川里村、永兴村、江边村、东山村、上青村、三南村、崇磜村和三地村。